# Nucleoside ossidasi
La nucleoside ossidasi è un enzima appartenente alla classe delle ossidoreduttasi, che catalizza la seguente reazione:
inosina + O2 ⇄ 9-riburonosilipoxantina + 2 H2O;; (1a) 2 inosina + O2 ⇄ 2 5′-deidroinosina + 2 H2O;;(1b) 2 5′-deidroinosina + O2 ⇄ 2 9-riburonosilipoxantina + 2 H2O
Altri nucleosidi purinici e pirimidinici (così come i 2′-deossinucleosidi) sono utilizzabili come substrati, mentre il ribosio ed i nucleotidi no. L'intera reazione avviene mediante due reazioni separate, con il 5′-deidronucleoside rilasciato dall'enzima per essere utilizzato come substrato nella seconda reazione. Questo enzima differisce dalla nucleoside ossidasi (H2O2-formante), in quanto produce acqua anziché perossido d'idrogeno.